# Klasični mandejski
Klasični mandejski jezik (ISO 639-3: myz), izumrli istočnoaramejski jezik mandejske podskupine koji se danas koristi samo u liturgijama mandejske religije ili mandeizmu, na području grada Basre u Iraku, te u manjim zajednicama u New Yorku i Australiji. Na području grada Sydneya živjelo je 300 Mandejaca (1995).

## Vanjske poveznice
- Ethnologue (14th)
- Ethnologue (15th)